# Simfonija
Simfonija je izraz, ki izhaja iz grške besede za konsonanco (prijetna harmonija). Grška teorija glasbe je dojemala ton kot matematično vrednost in harmonijo akorda dvignila na lepoto skladnosti in sorazmernosti. 
V 16. stoletju je ta pojem označeval zbirko glasbenih motivov, običajno madrigalov. Pravilo koncertne glasbe je bilo, da se je koncert začel in končal s plesno glasbo, oziroma glasbo, ki ima pravila, ki veljajo za ljudske plese. To je veljalo v omejeni obliki tako za sonate kot suite. Sonate so postale temeljna oblika za solista in komorno glasbo, značilnosti suite pa so prehajale v lastnosti simfonij in sonat. Sonata je postala manjša in manjša, simfonija pa vedno večja.
V 17. stoletju je imela beseda različne pomene. To naj bi bile skladbe za vokal in instrumente ali samo instrumentalna glasba.V baročni dobi je bila simfonija nekakšen preludij (uvodni stavek skladbe). Iz tridelne oblike mnogih simfonij (opernih uvertur) se je razvila osnovna zgradba za simfonijo, namenjeno koncertnim izvedbam.

## Klasična era
Na Dunaju pride do običaja, da meščanski salon vzdržuje lastno komorno zasedbo žive glasbe. Izučeni glasbeniki so tako obvladovali več glasbenih inštrumentov in število glasbenih del, člani dvora in meščani pa so dobro plačali bivanje zelo dobrih izvajalcev, ki so veljali tudi za kulturno bogastvo.  Sama glasbena zasedba orkestra je bila majhna, a se je zlahka zapolnjevala z zasedbami drugih družin, drugih salonov za igranje večjih koncertov in tako lastno pridobitno dejavnost. Mladi Joseph Haydn je bil imenovan za glasbenega direktorja take zasedbe in je izrabil številne izvajalce za izvedbo simfonij, saj je opazil, da je Dunaj poln številnih zelo sposobnih glasbenikov, mnoge zasedbe pa so druga drugi konkurenca.
Sprva so bile simfonije dela za godala, dopolnjevali pa so jih s pihali ali čembalom. Dve violine, viola in bas (lahko tudi čelo ali fagot). Klavirju podobno glasbilo je lahko pri izvedbi odigralo dva inštrumenta namesto enega in simfonija se je lahko izvedla celo v manjši zasedbi. A trend je šel v obogatitvi izvedbe. Dodali so rogove, oboe, flavte, klarinete, fagot, trobente, tolkala, bas, klavir. Da bi se ojačal določen ton, se podvoji inštrument. 
Simfonija se bila spočetka tridelna, plesen ton na začetku in koncu, vmes pa počasna tema, ki razvija motive, ki se jih pospeši v zadnjem plesu. Haydn je eden najbolj plodnih skladateljev simfonij in je približno polovico simfonij napisal v treh delih. To velja tudi za zgodnja pisanja Mozarta in Johanna Christiana Bacha.
 

Prava simfonija v tehničnem pomenu se je pojavila šele v sredini 18. stoletja. Postala je samostojno glasbeno delo v več stavkih. Prvo simfonijo napisano v štirih stavkih je komponiral G. B. Sammartini iz Milana. Haydn je bil s svojim lastnim orkestrom v idealnem položaju, da je razvil simfonično obliko, kakršno je želel sam. Ustvaril je več kot sto simfonij, pri katerih so pogosto celi stavki zrasli iz ene same teme, bogata harmonija in ritmični polet sta še bolj poudarila izrazno toplino. Bil je tudi prvi, ki je obrnil veljavo in sonato imenoval za stavek neke simfonije, kar je bilo ravno obratno od baročnega obdobja, kjer se je stavek koncerta imenoval simfonia. Štiridelna oblika je sledila s naslednjo sestavo:
1. Začetna sonata ali allegro
2. Počasni del z oznako andante
3. Menuet ali scherzo v triu
4. Allegro, rondo ali sonata

Te oblike niso zelo strogo zastavljene. Predvsem sonate so zelo različne, tempo se lahko znotraj sonate stopnjuje ali umirja, sonate so bile zelo različne in so bile tudi velikokrat uporabljene v variacijah na različnih mestih in so tako imele različne učinke. Tudi sonate same so razdeljene v več stavkov z različnimi tempi, nekatere so bile tridelne, nekatere štiridelne.
Kasneje so se prvotni trije med seboj povezani stavki po obsegu povečali in postali med seboj bolj jasno ločeni, čez čas pa se jim je pridružil še četrti stavek. V klasični zasnovi je simfonija šteta za zahtevno koncertno delo z hitrim poživljajočim uvodom in zaključkom. V marsičem je ohranila lastnosti baročne suite, a za izvedbo zahtevala celoten orkester in visoko kvaliteto izvajalcev.

## Nova glasbena oblika
Simfonija, oblika grškega imena, se je zelo hitro širila, skladatelji »mannheimske šole« so v simfonično glasbo vpeljali več glasbenih posebnosti (nenadni kontrasti med forte in piano, uvajanje crescenda in decrescenda, povečanje orkestra in minimiziranje solista.. 
Beethoven je s svojimi devetimi simfonijami nadgradil delo svojih predhodnikov (Haydn, Mozart, ..). Obliko je razširil po obsegu in jo privedel do začetkov romantike. Klasična oblika simfonije je imela štiri stavke, v kateri je bil vsaj en stavek v prevladujoči obliki tistega obdobja. Simfonija je dobila tudi vokalno spremljavo zborovskega petja.
Teorija označuje, da je simfonija predvsem klasična oblika orkestralne glasbe z nazivom simfonija. Namreč simfonija je bila v 19,stoletju tisto delo, ki je zahtevalo največ glasbenikov za izvedbo, najbolj zahtevni orkester jo je lahko izvedel, le najbolj sposobni dirigenti so se je lotili. Ime simfonije je tako postal tudi del imena nekaterih orkestrov.  
Moderne prilagoditve simfonij so velikokrat pomenile neke prilagoditve, celo spremembe 4,delne zasnove v le dve ali tri dele. Nastala je tudi oblika klavirske simfonije, kjer klavir v šestih ali petih delih simulira orkestersko izvedbo z skladateljskimi rešitvami, ki so še vedno omogočale izvedbo skladbe, četudi brez koncerta.
Franz Liszt je šel celo v simfonično pesem, enodelno orkestersko delo ciklične oblike, ki je ohranilo obsežnost orkestra, a poenostavilo tematiko in jo preusmerilo v en osrednji mitološki motiv (Prometej, itd.) in skrajšalo dolžino skladbe. Simfonija naj bi se tako vrnila nazaj v obliko uverture k operi.

### Značilna dela
Mozart: Praška simfonija
Beethoven: Simfonija št.2, št.9, št..6
Mahler: Simfonija št. 9
Brahms: Simfonija št.4
Šoštakovič: Simfonija št.5 in št.15
Berlioz: Simfonija fantastična
Mozart: Simfonija št.40, št.41, 
Haydn: Simfonija št.45
Lizst: Faust simfonija
Bruckner: Simfonija št.3 (Wagner)